# Claudia Pielmann
Claudia Pielmann (* 26. August 1959 in München) ist eine deutsche Theater- und Fernsehschauspielerin.

## Leben
Ihre Eltern sind die Schauspielerin Arlette Pielmann und der Maler Edmund Georg Pielmann. Nach deren Trennung im Jahr 1960 wurde sie bis 1963 in das Entbindungs- und Säuglingsheim Wartaweil abgegeben.
Im jungen Alter wurde die 1,72 m große Pielmann als Model entdeckt und war daraufhin bei mehreren transnationalen Agenturen engagiert. Von 1981 bis 1984 absolvierte sie eine Schauspielausbildung mit Diplom an der Otto-Falckenberg-Schule in München. Danach arbeitete sie an den Münchner Kammerspielen, auch unter der Regie von Peter Zadek. Pielmann spielte auch in Fernsehproduktionen. Von Dezember 1985 (Folge 1) bis Oktober 1986 (Folge 46) verkörperte sie die Rolle der Elfie Kronmayr in der ARD-Serie Lindenstraße. Zudem hatte Pielmann Rollen in den Krimireihen Tatort und Der Fahnder inne. 2002 drehte sie den Film Wilder Kaiser – Herzen in Gefahr.
Ihre Mutter Arlette hatte von 1962 bis 1969 eine Liebesbeziehung mit Theodor W. Adorno. Claudia Pielmann hat Adornos Briefe aus dem Nachlass ihrer Mutter vernichtet.
Pielmann hat eine Tochter und lebt im Münchner Stadtteil Obergiesing-Fasangarten.

## Filmografie
- 1983: Flucht nach vorn
- 1985–1986: Lindenstraße (Fernsehserie)
- 1988–1996: Der Fahnder (Fernsehserie, 2 Folgen, verschiedene Rollen)
- 1993: Tatort: Himmel und Erde
- 1993: Dann eben mit Gewalt
- 1994: Tatort: Die Frau an der Straße
- 1994: Blut an der Wiege
- 1995–2003: Weißblaue Geschichten (Fernsehserie, 5 Folgen, verschiedene Rollen)
- 1997: Insel der Furcht
- 1998: Alphateam – Die Lebensretter im OP (Fernsehserie, 1 Folge)
- 1999: Der Clown (Fernsehserie, 1 Folge)
- 2002: Wilder Kaiser – Herzen in Gefahr
- 2014: Aktenzeichen XY … ungelöst (TV-Reihe, 1 Folge)